# Kungok

La rivière Kungok est un cours d'eau d'Alaska, aux États-Unis situé dans le borough de North Slope. C'est un affluent de la rivière Kuk.

## Description
Longue de 26 milles (42 km), elle prend sa source dans un lac et coule en direction de l'ouest pour se jeter dans la rivière Kuk à 12 milles (19 km) au sud de Wainwright, dans la plaine arctique.
Son nom eskimo a été référencé en 1923 par Sidney Paige, de l'United States Geological Survey et signifie probablement oie des neiges.

## Sources
- (en) « Kungok », Geographic Names Information System